# Александру Ханґерлі
Александру Ханґерлі (рум. Alexandru Hangerli, ? -?) — Господар Молдовського князівства в 1807 (під час Російської військової адміністрації). Брат Константина Ханґерлі, господар Волощини.

## Історія
Ханґерлі керував Молдовським князівством в березні — липні 1807. Навесні 1807 Порта призначила його господарем в Ясси як довірену людину, який не купував фірман про господарство, а навпаки, турки йому заплатили, щоб він міг виконати свою місію.
Був драгоманом Порти, можливо, представником колишнього господаря Мунтенії — Константина Ханґерлі, свого брата, який був страчений за наказом султана. Був відправлений в Молдову в період неспокійної міжнародної обстановки. Турки вважали його придатним для нової місії, здатним, а головне, гідним довіри.
Але Ханґерлі не зміг зайняти трон, тому що на території Молдови перебували російські війська. У липні 1807 султан замінив його Скарлатом Каллімакі.
Ханґерлі влаштувався у Варшаві, де він збудував гарний будинок, який був знищений пожежею. У вогні згорів і рукопис греко-османського словника, над яким він працював довгий час. Але зумів його відновити і в кінцевому підсумку надрукувати.
Був одружений зі Смарандою, дочкою колишнього господаря Молдови Ґриґоре Каллімакі. Згодом влаштувався з родиною в Німеччині, де ця гілка грецького роду загубилася.